# Cometa periodica SOHO
Le comete periodiche Soho sono comete periodiche scoperte nelle immagini riprese dagli strumenti C2 e C3 della sonda SOHO.

## Storia della scoperta delle comete periodiche Soho
La Soho dal suo lancio avvenuto il 2 dicembre 1995 al 31 dicembre 2010 ha scoperto ufficialmente 2002 comete, che sono diventate 3000 il 13 settembre 2015:: di queste comete 1730 appartengono alla famiglia delle comete di Kreutz, 183 appartengono alle famiglie  Meyer, Marsden, Kracht e Kracht 2 e 89 comete chiamate Non gruppo in quanto non appartenenti alle cinque famiglie già citate. Inizialmente si era ritenuto che le comete appartenenti alle famiglie Meyer, Marsden, Kracht e Kracht 2 fossero frammenti di comete non periodiche disgregatesi e anch'essi con orbite non periodiche.
Nel 2005 Sebastian Florian Hönig, allora studente di astronomia e astrofilo tedesco nonché scopritore di comete Soho, sulla base di suoi studi sulle orbite di comete Soho ipotizzò che due comete, la C/1999 R1 SOHO e la C/2003 R5 SOHO fossero due passaggi di una stessa cometa periodica di cui calcolò l'orbita e previde il ritorno, ed effettivamente nel 2007 la cometa fu riscoperta confermando così la sua periodicità: oggi la cometa porta il nome di P/2007 R5 SOHO.
A seguito di questa scoperta inaspettata altri astronomi e astrofili si misero a verificare le orbite già calcolate delle comete Soho in cerca di altre comete periodiche; furono così scoperte altre comete periodiche. Tra gli scopritori si distinse l'astrofilo tedesco Rainer Kracht, scopritore di oltre 250 comete Soho nonché delle due famiglie di comete Soho che portano il suo nome.

## Origine e legami con altri corpi celesti
Allo stato attuale della conoscenza non è possibile stabilire con assoluta certezza l'origine primaria delle comete periodiche Soho, tuttavia i calcoli delle simulazioni orbitali indicano come altamente probabile che una cometa in un'epoca attorno al 2.000 A.C. abbia assunto un'orbita simile a quella delle attuali comete periodiche Soho, e che in seguito a passaggi ravvicinati fino a 0,5 UA al pianeta Giove abbia subito ripetute forti perturbazioni gravitazionali frammentandosi in più oggetti, uno dei quali sarebbe la cometa periodica 96P/Machholz, altri frammenti potrebbero essere la cometa C/1490 Y1 e l'asteroide 5496: questi corpi avrebbero continuato a frammentarsi ed a cambiare orbita in seguito ad altre perturbazioni dando origine prima alla famiglia di comete Marsden, e allo sciame meteorico delle Arietidi diurne e poi alla famiglia di comete Kracht e allo sciame meteorico delle Delta Aquaridi Sud . Questo processo di frammentazione e dispersione è tuttora in corso: sebbene non si sia mai assistito direttamente alla scissione in due o più frammenti di una delle comete periodiche Soho, si sa che alcune di esse si sono scisse in due o più comete. Il processo di frammentazione continua finché i frammenti derivanti raggiungono dimensioni così piccole da non poter più essere osservati, lasciando come residui finali polveri che vanno ad alimentare i tori meteorici degli sciami meteorici correlati.

## Ordine di scoperta, MOID, note e fonti
Comete periodiche SOHO in ordine di scoperta:
| Nome            | MOID in UA | Note                                                | Fonti dei dati |
| 322P/SOHO       | 0,0922     |                                                     | [ 8 ]          |
| 323P/SOHO       | 0,0312     | il 13 gennaio 2000 è passata a 0,058 UA dalla Terra | [ 9 ] [ 10 ]   |
| 321P/SOHO       | 0,0867     |                                                     | [ 11 ]         |
| P/2003 T12 SOHO | 0,1553     | il 27 gennaio 2008 è passata a 0,17 UA dalla Terra  | [ 12 ] [ 13 ]  |
| 342P/SOHO       | 0,1317     |                                                     | [ 14 ]         |
| C/2015 D1 SOHO  | 0,5159     |                                                     | [ 15 ]         |

## Principali elementi orbitali delle comete periodiche SOHO
| Nome            | Periodo in anni | distanza perielica in UA | Eccentricità | Inclinazione | Famiglia di appartenenza | Fonti dei dati |
| 322P/SOHO       | 4,01            | 0,0570                   | 0,9774       | 13,676°      | Kracht II                | [ 8 ] [ 16 ]   |
| 323P/SOHO       | 4,22            | 0,0480                   | 0,9816       | 6,246°       |                          | [ 9 ]          |
| 321P/SOHO       | 3,78            | 0,0459                   | 0,9810       | 20,085°      |                          | [ 11 ]         |
| P/2003 T12 SOHO | 4,12            | 0,5748                   | 0,7764       | 11,476°      |                          | [ 12 ]         |
| 342P/SOHO       | 5,31            | 0,0530                   | 0,9826       | 13,268°      | Kracht I                 | [ 14 ] [ 16 ]  |
| C/2015 D1 SOHO  | 10,98           | 0,0283                   | 0,9943       | 69,616°      |                          | [ 15 ]         |

## Ordine di scoperta, successive denominazioni, MOID, note e fonti relative a comete periodiche SOHO non ancora numerate
È opportuno precisare che alcune identificazioni di passaggi successivi potrebbero in futuro risultare errate e cambiate con altre.
| Prima denominazione | Seconda denominazione | Terza denominazione | MOID in UA | Note | Fonti dei dati       |
| C/2002 R1 SOHO      | C/2008 A3 SOHO        |                     | -          | | [ 17 ] [ 18 ]        |
| C/2002 Q8 SOHO      | C/2008 E4 SOHO        |                     | -          | | [ 18 ] [ 19 ]        |
| C/2002 R5 SOHO      | C/2008 L6 SOHO        |                     | 0,0940     | | [ 20 ] [ 21 ] [ 22 ] |
| C/2002 S4 SOHO      | C/2008 R7 SOHO        |                     | -          | questa cometa è molto problematica in quanto la C/2008 R7 SOHO potrebbe essere in realtà un'apparizione successiva o della C/2002 S5 SOHO o della C/2002 S11 SOHO         | [ 22 ] [ 23 ]        |
| C/2003 Q1 SOHO      | C/2008 X6 SOHO        |                     | -          | | [ 22 ] [ 24 ] [ 25 ] |
| C/2003 Q6 SOHO      | P/2008 Y11 SOHO       |                     | -          | | [ 22 ] [ 24 ] [ 25 ] |
| C/1996 X3 SOHO      | P/2002 S7 SOHO        | C/2008 N4 SOHO      | 0,1143     | | [ 26 ] [ 27 ] [ 26 ] |
| P/1999 J6 SOHO      | C/2004 V9 SOHO        | C/2010 H3 SOHO      | 0,0102     | il 12 giugno 1999 la cometa è passata a 0,014 UA dalla Luna e alcune ore dopo a 0,013 UA dalla Terra, a metà giugno 2070 avrà un nuovo passaggio ravvicinato con la Terra | [ 28 ] [ 29 ]        |

## Principali elementi orbitali delle comete periodiche SOHO non ancora numerate
| Nome           | Periodo in anni | distanza perielica in UA | Eccentricità | Inclinazione | Famiglia di appartenenza | Fonti dei dati |
| C/2002 R1 SOHO | 5,37            | 0,0488                   | 0,9841       | 22,393°      | Marsden                  | [ 30 ]         |
| C/2002 Q8 SOHO | 5,52            | 0,0494                   | 0,9842       | 13,319°      | Kracht I                 | [ 31 ]         |
| C/2002 R5 SOHO | 5,76            | 0,0472                   | 0,9857       | 12,151°      | Kracht II                | [ 21 ]         |
| C/2002 S4 SOHO | 5,96            | 0,0480                   | 0,9854       | 13,503°      | Kracht I                 | [ 23 ]         |
| C/2003 Q1 SOHO | 5,29            | 0,0459                   | 0,9849       | 24,433°      | Marsden                  | [ 25 ]         |
| C/2003 Q6 SOHO | 5,31            | 0,0455                   | 0,9850       | 24,397°      | Marsden                  | [ 25 ]         |
| C/1996 X3 SOHO | 5,79            | 0,0485                   | 0,9849       | 13,582°      | Kracht I                 | [ 27 ]         |
| P/1999 J6 SOHO | 5,46            | 0,0491                   | 0,9842       | 26,613°      | Marsden                  | [ 32 ]         |